# Ананасовый экспресс: Сижу, курю
«Ананасовый экспресс: Сижу, курю» (англ. Pineapple Express) — американская комедия 2008 года.

## Сюжет
В 1937 году на военном объекте через двухстороннее зеркало наблюдают за солдатом (Билл Хэйдер), который курит марихуану и в приступе эйфории рассказывает, что ненавидит в армии. Высокопоставленный офицер закрывает проект, марихуану объявляют вне закона.
Спустя семьдесят лет, в 2007 году, Дэйл Дентон (Сет Роген), чья работа — доставлять повестки в суд людям по всему городу, навещает своего поставщика наркотиков Сола Сильвера (Джеймс Франко), чтобы купить марихуану. Сол говорит, что он может знать следующего клиента Дэйла, Теда Джонса. В доме Теда Дэйл становится свидетелем убийства: женщина-полицейский Кэрол Брэйзер убивает азиата. Скрываясь, Дэйл оставляет после себя косяк, содержащий «Ананасовый экспресс», редкий сорт марихуаны. Тед узнаёт сорт и отправляет своих бандитов Будлофски и Мэтисона к Реду, поставщику, который рассказывает им о Соле.
Вернувшись в квартиру Сола, Дэйл узнает, что Тед - наркобарон и может выследить косяк. Дэйл и Сол навещают Реда, который рассказывает, что Тед знает, кто они, и собирается их убить. Дэйл и Сол решают покинуть город. Они продают «Ананасовый экспресс», чтобы заплатить за проезд на автобусе, но Дэйла арестовывает женщина-полицейский Барбер. Дэйл говорит Барбер, что он стал свидетелем того, как Брейзер и Тед убили человека. Барбер уже давно подозревает Брейзер в коррупции и говорит, что займется расследованием. Но Сол думает, что это Барбер за рулем, и угоняет полицейскую машину. Брейзер слышит по полицейскому радио об аресте Дэйла и преследует Дэйла и Сола, но они скрываются. После того, как Дэйл и Сол спорят и расходятся в разные стороны, Сола похищают и удерживают в притоне Теда под тем же военным объектом из 1937 года. Дэйл обращается за помощью к Реду, чтобы спасти Сола. Ред отказывает в последнюю минуту, и Дэйла также схватывают. Пока Дэйл и Сол ждут своей смерти, они примиряются и планируют побег.
Азиатские бандиты нападают на амбар, чтобы отомстить за смерть своего товарища-гангстера (именно свидетелем того убийства стал Дэйл). Дэйл и Сол освобождаются, но Мэтисон их опять схватил. Завязывается драка. Будлофски, который не в состоянии убить Сола, был застрелен Мэтисона, но появляется Ред и ведет свою машину через амбар, спасая Сола, но самого Реда застреливает Брейзер. Гангстер взрывает бомбу, которая убивает Теда и становится причиной пожара в амбаре. Машина Реда взрывается и приземляется на Брейзер, убивая ее. Дэйл выносит Сола из горящего амбара, а Ред, раненый, но все еще живой, также сбегает и примиряется с ними. Они обсуждают своё приключение за завтраком в закусочной, пока бабушка Сола не забирает их, чтобы отвезти в больницу.

## В ролях
- Сет Роген — Дэйл Дентон
- Джеймс Франко — Сол Сильвер
- Дэнни МакБрайд — Ред
- Кевин Корриган — Будлофски
- Крэйг Робинсон — Мэтисон
- Гэри Коул — Тед Джонс
- Рози Перес — Кэрол, женщина-коп
- Эмбер Хёрд — Энджи Андерсон
- Эд Бегли-младший — Роберт Андерсон
- Нора Данн — Шэннон Андерсон
- Кен Джонг — Кен
- Бобби Ли — Бобби
- Джо Ло Трульо — мистер Эдвардс
- Клео Кинг — офицер Барбер
- Билл Хэйдер — рядовой Миллер
- Джеймс Ремар — генерал-лейтенант Джеймс Брэтт

## Сборы
Бюджет фильма составил 27 млн. $. В прокате с 6 августа по 28 сентября 2008, наибольшее число показов — в 3072 кинотеатрах единовременно. За время проката собрал в мире 101.624.843 $, из них 87.341.380 $ — в США и 14.283.463 $ — в остальном мире. В странах СНГ фильм шёл с 4 декабря 2008 по 11 января 2009 и собрал 1.045.415 $.

## Награды и номинации

### Награды
- 2008 — Austin Film Critics Association
  - Прорыв года — Дэнни Макбрайд
- 2009 — BMI Film & TV Awards
  - BMI Film Music Award — Грэм Ревелл

### Номинации
- 2008 — Golden Trailer Awards
  - Лучшая комедия
- 2009 — Золотой глобус
  - Лучшая мужская роль — комедия или мюзикл — Джеймс Франко
- 2009 — MTV Movie Awards
  - Лучшая комедийная сцена — Джеймс Франко
  - Лучший бой — Сет Роген, Джеймс Франко, Дэнни Макбрайд
- 2009 — Teen Choice Awards
  - Актёр комедии — Сет Роген
  - Романтическая комедия

## Критика
На сайте Rotten Tomatoes фильм имеет рейтинг 68 %, основанный на 196 рецензиях со средним баллом 6,3/10. На сайте Metacritic рейтинг фильма 64 из 100, основанный на 37 рецензиях.